# Acaulon casasianum
Acaulon casasianum là một loài rêu trong họ Pottiaceae. Loài này được Brugués & H.A. Crum mô tả khoa học đầu tiên năm 1984.